# Tetragnatha streichi
Tetragnatha streichi este o specie de păianjeni din genul Tetragnatha, familia Tetragnathidae, descrisă de Strand, 1907. Conform Catalogue of Life specia Tetragnatha streichi nu are subspecii cunoscute.